# Lee Han
Lee Han (이한) est un réalisateur et scénariste sud-coréen, né en 1970. Il est surtout connu pour son film Punch (en) (2011) qui fut l'un des plus gros succès au box-office sud-coréen de 2011 (en).

## Biographie
Diplômé de théâtre et de cinéma de l'université d'Hanyang, Lee Han travaille d'abord comme assistant réalisateur sur deux films de Bae Chang-ho (en) : Love Story (1996) et My Heart (1999). En 2002, il écrit et réalise son premier film, Lovers' Concerto (en), un mélodrame sur trois amis pris dans un triangle amoureux avec Cha Tae-hyun, Lee Eun-ju et Son Ye-jin. Il écrit ensuite le scénario de Garden of Heaven (en) (2003), un film dramatique sur un docteur d'hospice tombant amoureux d'une patiente en phase terminale, avec Ahn Jae-wook (en) et Lee Eun-joo. Lee participe ensuite à l'écriture de Bodyguard (en) (2003), une série TV avec Cha Seung-won.
De par son travail, Lee s'est forgé une réputation de cinéaste avec un sens aigu de la romance moderne. Son film suivant, Almost Love (2006), une comédie romantique avec Kwon Sang-woo et Kim Ha-neul raconte l'histoire d'un cascadeur et d'une actrice ayant le trac,. My Love (en) (2007) est un film de noël avec Kam Woo-seong (en), Choi Kang-hee (en), Ryoo Seung-ryong, Im Jeong-eun (en), Jeong Il-woo, Lee Yeon-hee et Uhm Tae-woong (en).
Mais le film le plus marquant de Lee est son quatrième, Punch (en) (2011). Adapté du roman Wandeuk de Kim Ryeo-ryeong de 2008, le film met en lumière la question des familles multiculturelles dans une comédie dramatique sur un adolescent pauvre et rebelle (Yoo Ah-in), que son professeur particulier et voisin (Kim Yoon-seok) encourage à en apprendre plus sur sa mère d'origine philippine, et leur relation enseignant-élève l'aide à devenir un jeune adulte,. Grâce au bouche à oreille,  Punch  devient un succès surprise au box-office, attirant 5,3 millions de spectateurs. Il est également présenté à la Berlinale 2012 dans la section Generation 14Plus dédiée aux films pour la jeunesse,,,. Commentant sur le succès du film, Lee déclare que cet ensemble apparemment éclectique de personnages, bien qu'ils reçoivent rarement l'attention, est présent et actif dans la société coréenne. Il estime également que la chaleur et l'honnêteté avec lesquelles il a tenté de décrire ces personnages et de présenter leur quotidien est ce que retiennent les spectateurs.
En 2014, Lee adapte un autre roman de Kim Ryeo-ryeong, Elegant Lies (publié en 2009). Interrogé sur l’adaptation d’une autre œuvre du même auteur, Lee déclare qu’il a choisi de le faire parce que « l’histoire était intéressante et significative. En fait, j’ai d'abord rejeté l'histoire originale parce qu'elle semblait trop difficile. Cependant, elle m'a captivé et je n’ai pas lâché prise. J’ai finalement décidé de réaliser cette histoire pour montrer aux personnes qui pensaient que cela ne pouvait pas se faire. Ce film a été conçu pour les lecteurs qui pensent que l’histoire de cette famille est aussi spéciale que la mienne ». Thread of Lies (en) raconte les conséquences du suicide d’une jeune fille de 14 ans, alors que sa mère et sa sœur aînée apprennent tardivement, après sa mort, qu’elle était harcelée à l'école. Kim Hee-ae (en) joue le rôle de la mère, marquant sur retour au cinéma après 21 ans passés à la télévision, face aux jeunes actrices Go Ah-seong, Kim Yoo-jung et Kim Hyang-gi.

## Filmographie
- 1996 : Love Story  - assistant réalisateur, costumier
- 2000 : My Heart  - assistant réalisateur
- 2002 : Lovers' Concerto (en) - réalisateur, scénario
- 2003 : Garden of Heaven (en) - scénario
- 2003 : Bodyguard (en) (série TV) - scénario
- 2006 : Almost Love - réalisateur, scénario
- 2007 : My Love (en) - réalisateur, script
- 2011 : Punch (en) - réalisateur, script
- 2013 : Thread of Lies (en) - réalisateur
- 2019 : Innocent Witness - réalisateur, scénario
- 2023 : Honey Sweet - réalisateur

## Récompenses
- 2012 : 21e cérémonie des Buil Film Awards : Meilleur réalisateur (Punch (en))